# Подлясия
Подлясия или Подля̀ше (на полски: Podlasie; на беларуски: Падляшша; на украински: Підляшшя; на литовски: Palenkė; на латински: Podlachia; на руски: Подляшье) е историческа област в източна Полша и западен Беларус. Столица е град Бялисток.

## География
Областта е разположена в Подляската низина. Обхваща южната част на Подляското войводство, североизточната част на Люблинското войводство, както и земи в източната част на Мазовецкото войводство. На юг граничи с Червена Рус (Хелмска земя), на север с река Нарев, на запад с Мазовия, на изток с Волиния и Полесия. Река Западен Буг разделя областта на северна и южна част.

## Население
Населението на областта се състои от поляци, украинци, беларуси, литовци и татари.

## Фотогалерия
- Река Западен Буг
- Река Нарев
- Бялисток
- Белск Подляски